# كونراد فون لاندو
كونراد فون لاندو (بالألمانية: Conte Lando)‏ هو كوندوتييرو ألماني، ولد في القرن الرابع عشر في بادن-فورتمبيرغ في ألمانيا، وتوفي في 22 أبريل 1363.